# Konrad Kyeser

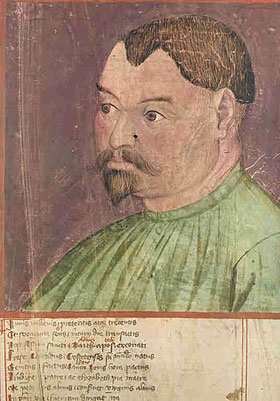
Konrad Kyeser, ilustración en su manuscrito de Bellifortis (Cod. Ms. philos. 63)

Konrad Kyeser (26 de agosto de 1366 - después de 1405) fue un ingeniero militar alemán, autor de Bellifortis (hacia 1405), un libro sobre tecnología militar popular durante todo el siglo XV. Originalmente concebido para el rey Wenceslao, Kyeser dedicó el trabajo terminado a Rupert de Alemania.
Kyeser, oriundo de Eichstätt, se formó como médico y vivió en la corte de Padua antes de unirse a la cruzada contra los turcos que terminó en desastre en la Batalla de Nicópolis de 1396. Kyeser estuvo en el exilio en un pueblo de montaña de Bohemia durante el reinado de Sigismund en 1402 a 1403.

## Bellifortis

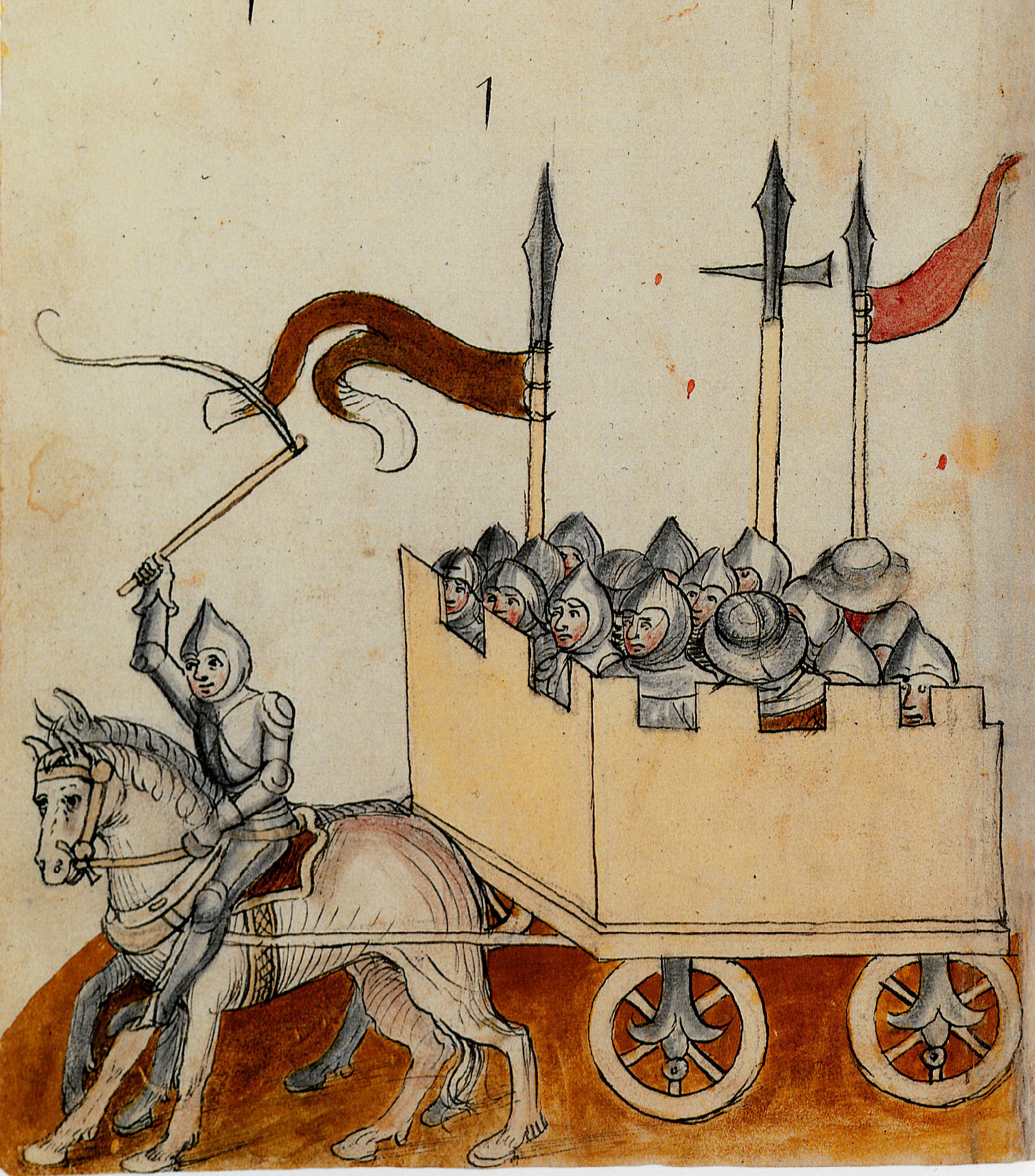
War wagon (Clm 30150 manuscrito)

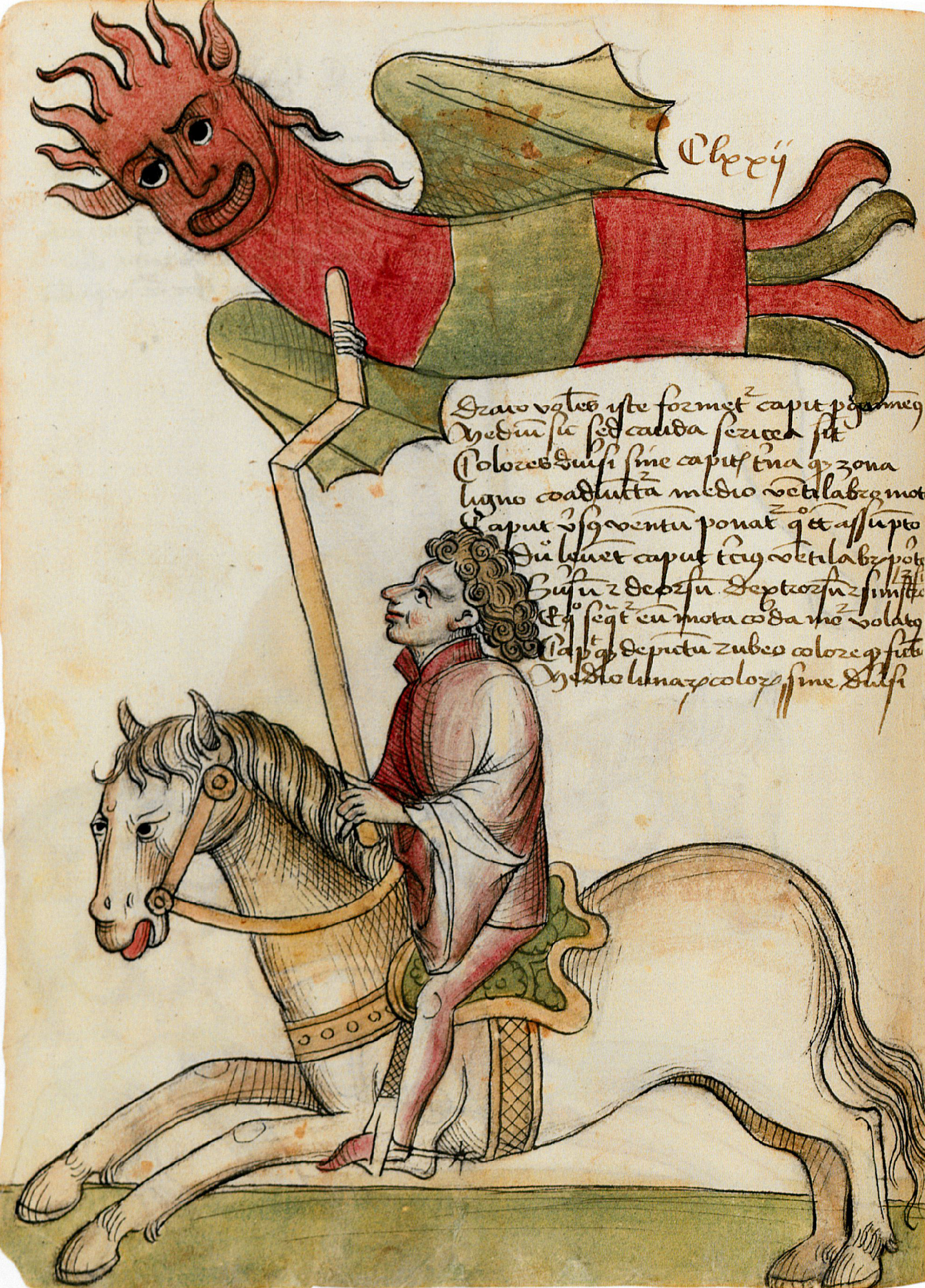
Rider with kite Jinete con cometa (manuscrito Clm 30150)

En este momento, comenzó a escribir su libro sobre las artes militares . El libro es el tratado ilustrado más prominente sobre la ingeniería militar de la Baja Edad Media. Hay al menos doce manuscritos del siglo XV que han sobrevivido que copian, extraen o amplifican el trabajo. Uno de estos es el Thott Fechtbuch de Hans Talhoffer (1459).
El libro está dividido en diez capítulos, pero también hay problemas con el contenido completo dividido en 7 capítulos:
- Carros.
- Motores de asedio.
- Motores hidráulicos.
- Ascensores.
- Armas de fuego.
- Armas defensivas.
- Secretos maravillosos.
- Fuegos artificiales para la guerra.
- Fuegos artificiales por placer.
- Herramientas auxiliares.

El traje de buceo presentado en el libro tiene precedentes que datan del siglo XII y para Roger Bacon. El libro también tiene la representación más antigua conocida de un cinturón de castidad. Kyeser cuenta las artes mágicas entre las artes mecánicas y su trabajo contiene varias aplicaciones de la magia en la guerra.

### Ediciones
El códice original se guarda en la biblioteca de la Universidad de Gotinga (Cod. Ms. philos. 63). Estas son otras ediciones:
- Götz Quarg (ed.), Facsímil del Göttinger MS Philos. 63, VDI-Verlag, Düsseldorf (1967)
- Udo Friedrich (introducción), Fidel Rädle (trans.), Bellifortis , códices figurados - libri picturati, Lengenfelder, Munich (1995), ISBN  3-89219-303-7 . (facsímil de Cod. Sra. philos. 64 y 64a Cim)
- Edición electrónica (CD ROM), facsímil de Cod. Camarada. lat. 1994, manuscritos de Palatina de los siglos XII-XV, Belser, Wildberg (2001)

## Literatura
L. White, "Bellifortis" de Kyeser: el primer tratado tecnológico del siglo XV , tecnología y cultura (1969).
Rossella Paternò-Faustolo Rambelli: L'uomo subacqueo nei manoscritti del Quattrocento, Editrice La Mandragora, Imola 2022 (EAN: 9788875867058 ; ISBN: 8875867054).

## Lectura adicional
- Boehm, Barbara Drake et al. (2005). Prague: The Crown of Bohemia, 1347-1437. New York: The Metropolitan Museum of Art. ISBN 1588391612.